# سكوت كامبل (فنان وشموم)
سكوت كامبل (بالإنجليزية: Scott Campbell)‏ هو فنان وشموم ‏ أمريكي، ولد في 13 مايو 1977.

## وصلات خارجية
- الموقع الرسمي